# Vastral
Vastral è una suddivisione dell'India, classificata come municipality, di 41.925 abitanti, situata nel distretto di Ahmedabad, nello stato federato del Gujarat. In base al numero di abitanti la città rientra nella classe III (da 20.000 a 49.999 persone).

## Geografia fisica
La città è situata a 22° 59' 49 N e 72° 40' 17 E.

## Società

### Evoluzione demografica
Al censimento del 2001 la popolazione di Vastral assommava a 41.925 persone, delle quali 22.971 maschi e 18.954 femmine. I bambini di età inferiore o uguale ai sei anni assommavano a 5.488, dei quali 3.237 maschi e 2.251 femmine. Infine, coloro che erano in grado di saper almeno leggere e scrivere erano 31.886, dei quali 18.691 maschi e 13.195 femmine.